# Guldborgsundtunnel
De Guldborgsundtunnel (Deens: Guldborgsundtunnelen) is een tunnel in Denemarken tussen Falster en Lolland onder de Guldborgsund
De tunnel is op 7 juni 1988 geopend. In 2007 werd de autosnelweg door de tunnel, de Sydmotorvejen, verbreed van 1x2 naar 2x2 rijstroken.